# Лакшміпрасад Девкота
Лакшміпрасад Девкота (неп. लक्ष्मीप्रसाद देवकोटा; 12 листопада 1909, Катманду, Непал — 14 вересня 1959, там же) — непальський поет, драматург, прозаїк і політик. Відзначений титулом махакабі (неп. महाकवि, дос. «найвеличніший поет»), знаний як поет із золотим серцем і вважається одним із найвідоміших літературних діячів Непалу. Автор популярних творів «Муна Мадан», «Сулочана», «Кунджіні», «Бхіхарі» та «Шакунтала».

## Ранні роки
Народився на свято Лакшмі Пуджу 12 листопада 1909 року у Тіла Мадхава Девкоти та Амар Раджі Лакшмі Деві в Дхобідхарі, Катманду. Батько був знавцем санскриту, тому здобув базову освіту під опікою свого батька. Формальну освіту здобув у школі Дурбара, де вивчав граматику санскриту й англійську мову. У 17 років склав вступні іспити в Патні, де здобув ступінь бакалавра мистецтв разом з ступенем бакалавра права в англійському коледжі Три-Чандра та Університеті Патни. Проте бажання здобути ступінь магістра залишилося нереалізованим через фінансові труднощі сім'ї.
Через десять років після здобуття диплому юриста почав працювати в Комітеті з цензури, де познайомився зі знаним драматургом Балкрішною Самою. Тоді він також працював викладачем у коледжах Три-Чандра та Падма Канья.

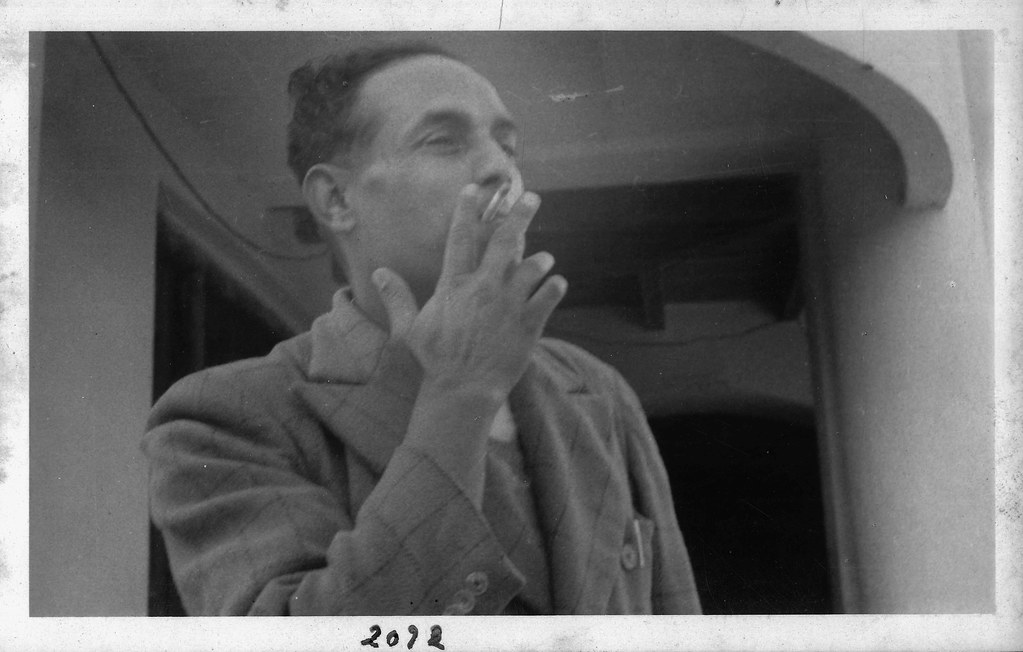
Фото Девкоти, що курить, 1956 або 1957 рік

## Літературна кар'єра
Став основоположником романтизму сучасною непальською мовою в країні. Другий письменник, народжений у Непалі, який писав епічні поеми, а непальська поезія досягла нових висот завдяки новаторським підходам Девкоти. Знання англійської мови допомогло йому широко долучитися до літератури Заходу і першому представити непальську поезію в англійському перекладі.
Відходячи від санскритської традиції, яка домінувала в непальській літературі того часу, і надихаючись піснею-баладою неварською мовою «Ji Waya La Lachhi Maduni», написав довгу поему «Муна Мадан» (неп. मुनामदन) (1930). Цей твір отримав негайне визнання від клану Рана, який тоді правив країною (для цього автору довелося змінити статус головного героя з неварського простолюдина, як у його прототипу з балади, на кшатрія). «Муна Мадан» стала не тільки однією з найпродаваніших книг, а й основою для однойменного фільму 2003 року. Стрічка стала офіційною заявкою Непалу на 76-й церемонії вручення премії «Оскар» як «Найкращий фільм іноземною мовою». «Муна Мадан» розповідає історію Мадана, мандрівного торговця, який вирушає до Тибету, щоб заробити трохи грошей, залишивши свою дружину Муну. У поемі описуються труднощі подорожі: горе розлуки, почуття туги, муки втрати близьких.
«Муна Мадан» вважається шедевром автора і залишається найпопулярнішою непальською книгою з 1936 року. Твір також переклали на мандаринську мову, його добре сприйняли в Китаї.
Балада «Ji Waya La Lachhi Maduni» — це трагічний твір, оснований на пісні про сім'ю купця-неварця, його маму та дружину. Він збирається поїхати з Катманду в Тибет на роботу, а дружина благає свекруху зупинити його, бо минуло менше як місяць після шлюбу. Девкота почув цю пісню від місцевих жителів Катманду, які співали її на місцевому паті (неп. पाटी або फ़ल्चा). Пісня зачарувала його і він вирішив переписати її непальською мовою. Оскільки діяла заборона на торгівлю, мову та літературу неварців, він змінив головного героя на персонажа кшатрія. Хоча кшатрії не займалися торгівлею, щоб заробити собі на життя в ті дні, автор зобразив це так, щоб задовольнити правителів Рана.
Через п'ять місяців перебуванням у психіатричній лікарні 1939 року написав верлібр «Божевільний» (неп. पागल), який вважається одним з найкращих віршів непальською мовою.

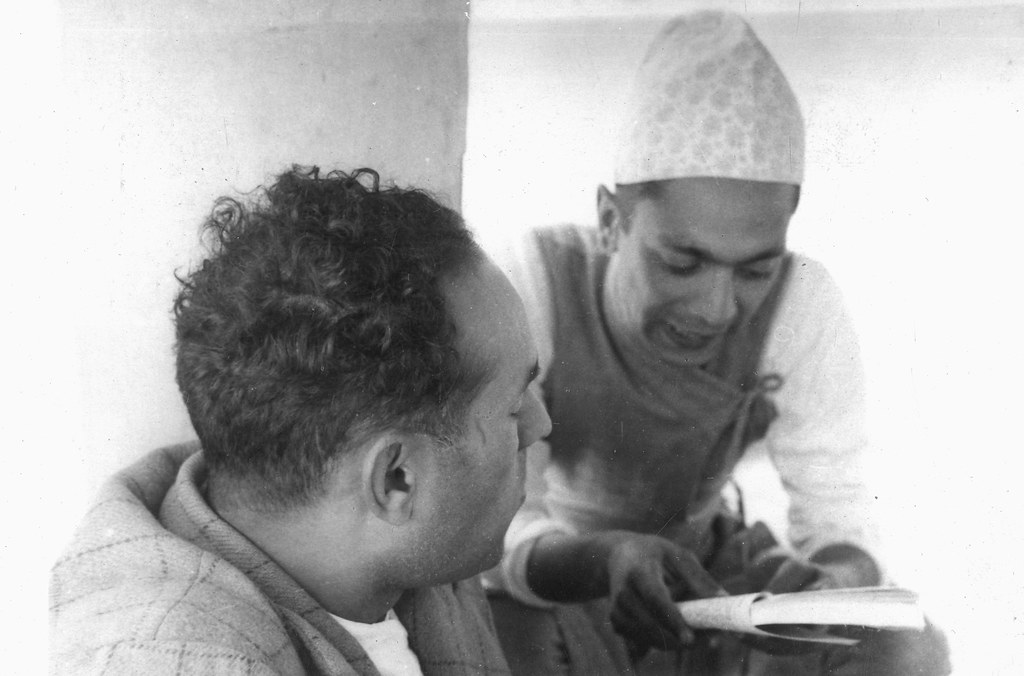
Лакшміпрасад Девкота

За дуже короткі проміжки часу міг написати довгий епос з літературною складністю та філософською насиченістю. Свою першу епічну поему «Шакунтала» написав непальською мовою лише за три місяці. Опублікована 1945 року поема, що ґрунтується на санскритській п'єсі Калідаси «Абхіджняна-Шакунтала», демонструє майстерність Девкоти санскритським розміром і формою, які він активно застосовував в непальській мові. Перекладач Девкоти, Девід Рубін, вважає твір найбільшим досягненням автора.
Видав кілька збірок коротких ліричних віршів у різних традиційних і нетрадиційних формах і розмірах. У більшості його віршів відчувається вплив англійських поетів-романтиків, як-от Вордсворта та Колріджа.

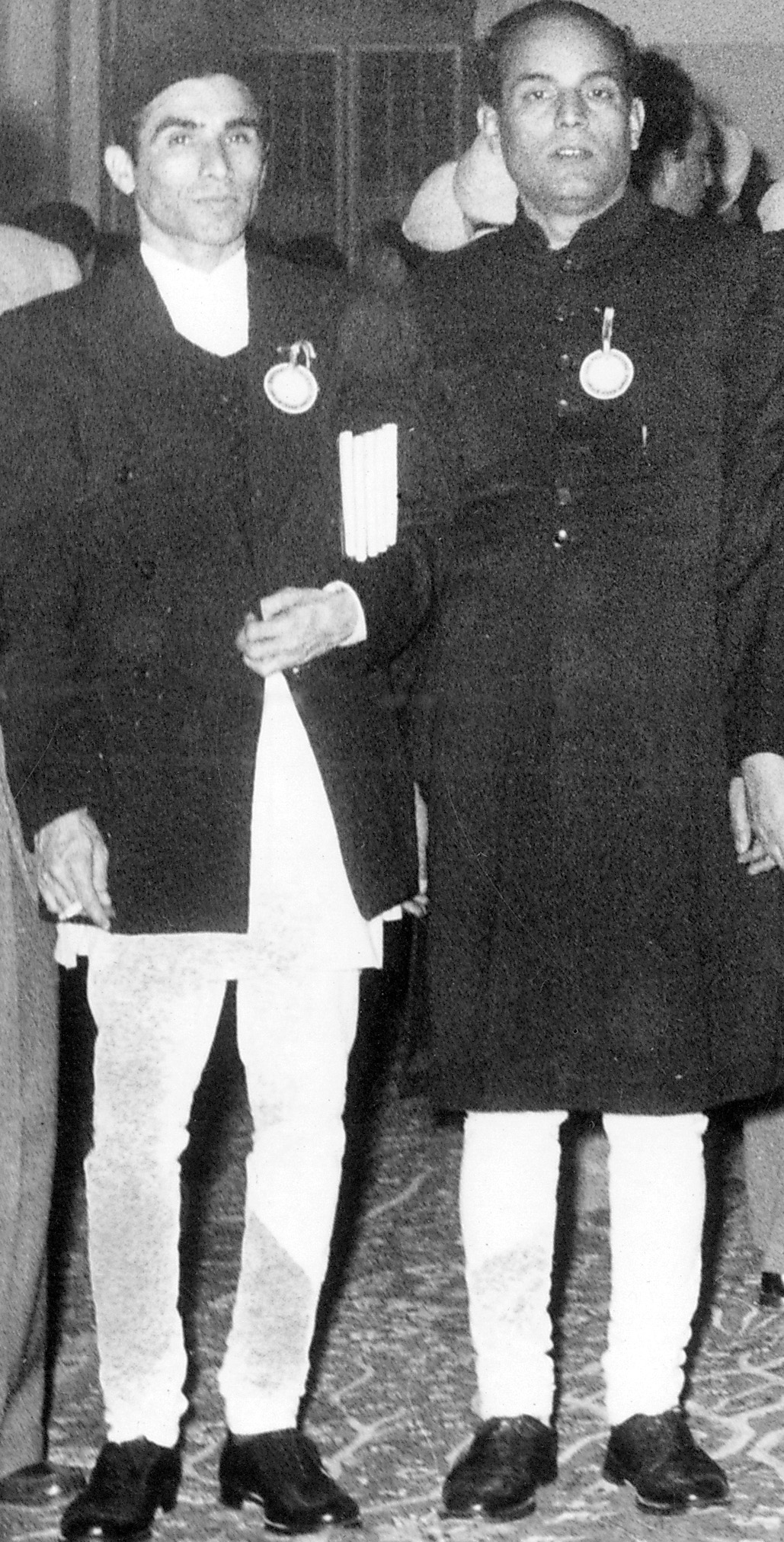
Девкота (праворуч) з поетом Мадхавом Прасадом Гіміре

Окрім поезії, Девкота також зробив значний внесок у публіцистику. Його вважають батьком сучасної непальської есеїстики. Його есе, як правило, написані в сатиричному тоні, характеризуються гострим гумором та безжальною критикою впливу Заходу на непальське суспільство. Наприклад, у «Джентльмені» (неп. भलादमी) він критикує декаденську тенденцію судити людей за їхнім зовнішнім виглядом та одягом, а в «Чи малий Непал?» (неп. के नेपाल सानो छ?) засуджує колоніальні сили з Британської Індії, що вдерлися на всі боки непальської культури. Його есе опубліковані в збірці «Laxmi Nibhandha Sanghraha» (неп. लक्ष्मी निबन्धसङ्‌ग्रह).
Девкота переклав непальською мовою п'єсу Вільяма Шекспіра «Гамлет». Крім того, переклав власний твір «Шакунтала» англійською мовою та написав кілька поезій, есе, п'єс і епосів англійською мовою.

## Політика

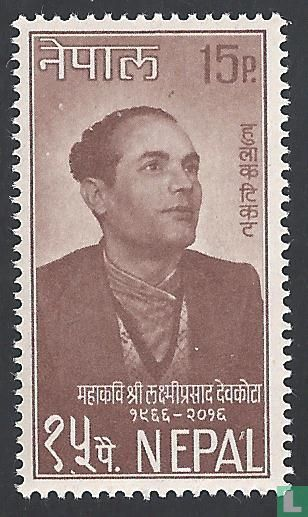
Пам'ятна марка з Девкотою (1965)

Не перебував у жодній політичній партії, але його поезія втілювала сподівання на повстання проти гнітючої династії Рана. Під час вигнання у Варанасі почав працювати редактором газети опозиційного Непальського конгресу «Югвані», що призвело до конфіскації всього його майна в Непалі урядом Рани. Після демократичних перетворень внаслідок революції 1951 року 1952 року король Трібхуван призначив Девкоту членом Непальської консультаційної ради (неп. नेपाल सलाहकार समिति). 1957 року призначений міністром освіти та автономного управління в уряді Кунвара Індраджита Сінгха.

## Особисте життя
Син Девкоти, Падма Девкота, став поетом і письменником, багато років працював професором на кафедрі англійської мови університету Трібхуван, Катманду.

### Здоров'я
Наприкінці 1930-х років у Девкоти стався нервовий зрив, ймовірно, через смерть батьків і двомісячної дочки. 1939 року потрапив до психіатричної лікарні Ранчі, Індія, на п'ять місяців. Мав фінансові борги, тому не зміг фінансувати весілля та посаг своїх дочок. Відомо, що одного разу він пропонував дружині залишити дітей та вчинити самогубство.

## Пізні роки і смерть
Все життя був завзятим курцем. Після тривалої боротьби з раком помер 14 вересня 1959 року. Перед смертю виплати від Непальської академії літератури та мистецтва припинилися через те, що він відвідав Конференцію афро-азійських письменників, яка проходила в сучасному Ташкенті, без попереднього отримання дозволу. Він виступив з презентацією знаних діячів непальської літератури, зокрема Бханубгакта Ачарії, Лехната Паудьяла, Пандіта Хемраджа та Сомнатха Сігдела. Девкота стверджував в інтерв'ю, що не отримував зарплату за попередні вісім місяців, тому не зміг належно лікуватися, ба більше, навіть купувати їжу.